# Noodnaam
Een noodnaam is een aanduiding voor een kunstenaar, veelal uit de middeleeuwen of eerder, wiens ware identiteit tot op heden niet bekend is. De noodnaam verwijst dan naar een bekend werk van de kunstenaar en vaak naar op stijleigenschappen gebaseerde andere werken van diens hand. De noodnaam bestaat in veel gevallen uit de aanduiding Meester van ... en wordt gewoonlijk gebruikt voor beeldende kunstenaars.

## Voorbeelden
Noodnamen van kunstenaars die een artikel hebben op Wikipedia; de voorvoegsels 'meester van', 'meester van de', 'meester van het' etcetera zijn weggelaten.

### A
- Alexandre van Wauquelin
- Alkmaar
- Amsterdamse sterfbed van Maria
- André-Madonna
- Anonymus Valesianus
- Antoine Rolin
- António de Holanda
- Antoon van Bourgondië
- Antwerpse Aanbidding
- Antwerpse Kruisiging
- Augustinus (heilige)

### B
- Balaam-meester
- Baltimore-meester
- Barbaralegende
- Baroncelli portretten
- Bartolomeüs-altaar
- Beaufort-meester
- Bedford
- Berlijnse kruisiging
- Berry-Apocalyps
- Bijbel van Jean de Sy
- Bijbel van Lübeck
- Boëthius (Vlaamse)
- Boucicaut
- Braunschweiger Monogrammist
- Breviarium van Jan zonder Vrees
- Brugse Meester van 1482
- Brugse Passietaferelen
- Brunswijkse diptiek
- Brusselse initialen

### C
- Cabestany
- Catharinalegende
- Champion des dames
- Cité des dames
- Clères Femmes
- Coëtivy
- Collins getijden

### D
- David scènes
- Delft
- Dirc van Delf
- Dood van Absalom
- Dreux Budé
- Dunois-meester

### E
- Edward IV
- Egerton-meester
- Elsloo
- Escrivà
- Evert Zoudenbalch

### F
- Fastolf-meester
- Fitzwilliam 268
- Flémalle
- Frankfurt

### G
- Gebedenboeken omstreeks 1500
- Gebedenboek van Dresden
- Geborduurde Loofwerk
- Geleliede grisailles
- Gentse graduale
- Getty Froissart
- Ghent Associates
- Giac-meester
- Gielemans (Johannes)
- Gijsbrecht van Brederode
- Girart de Roussillon
- Goedele (Sint)
- Gouden Legende van München
- Goudranken
- Guillebert de Mets
- Gulden Vlies van Wenen en Kopenhagen
- von Groote Aanbidding

### H
- Harley Froissart
- Hausbuch
- Heilig Bloed
- Hiëro
- Historiebijbel van Jean de Berry (eerste meester)
- Hoogstraten
- Houghton-miniaturen

### I
- Inzameling van het Manna

### J
- Jacobus IV van Schotland
- Jardin de vertueuse consolation
- Jean Chevrot
- Jean Rolin
- Johannes Gielemans
- Johannesmartelingen
- Jozef (het leven van)

### K
- Kardinaal Wolsey
- Karel V
- Katharina van Kleef
- Khanenko-aanbidding
- Koudewater
- Kroniek van Engeland
- Kroniek van Pisa
- Kroning van Maria
- Kruisafneming van Figdor

### L
- Llangattock Epifanie
- Llangattock-getijden
- Leven van Jozef
- Legende van de heilige Lucia
- Le livre du sacre de Charles V
- Londense Wavrin
- Étienne Loypeau
- Luçon-meester

### M
- Manselmeester
- Magdalenalegende
- Margaretha van York
- Maria van Bourgondië
- Marguerite d'Orléans
- Martelaarschap van de heilige Crispinus en Crispianus
- Maximiliaan-meester
- Mazarine-meester
- Meßkirch
- Missaal van Paul Beye
- Morgan Kindheidscyclus
- Morrisontriptiek
- Moulins

### O
- Offida
- Orosius-meester
- Otto van Moerdrecht

### P
- Parement van Narbonne
- Passie van Karlsruhe
- Pseudo-Jacquemart
- Pulkau
- Privileges van Gent en Vlaanderen

### R
- Rambures
- Registrum Gregorii
- Le Remède de Fortune
- Rohan-meester

### S
- Soeterbeek
- Soane-Josephus
- Spes Nostra
- Spraakzame handen
- Stichtelijke traktaten

### T
- Tahull
- Talbot-meester
- Triptiek van Morrison

### U
- Ursulalegende
- Utrechtse Stenen Vrouwenkop

### V
- Vederwolken
- Vergilius-meester
- Virgo inter Virgines
- Vlaamse Boëthius
- von Groote Aanbidding
- Vorstenportretten
- Vraie cronique descoce
- Vrouwelijke halffiguren

### W
- Wavrin
- Weense meester van Maria van Bourgondië
- Willem die Madocke maecte
- Witte inscripties

### Y
- Yolande van Lalaing

### Z
- Zwarte-ogen-meesters
- Zweder van Culemborg

### 1
- 1499
- 1518